# Christopher Hogwood
Christopher Jarvis Haley Hogwood CBE (10. září 1941, Nottingham, Anglie – 24. září 2014, Cambridge, Anglie) byl britský dirigent, cembalista a muzikolog. Byl zakladatelem souboru staré hudby Academy of Ancient Music, autoritou v oblasti provádění staré hudby a vedoucí osobností v obnovení zájmu o starou hudbu v druhé polovině 20. století.

## Život
Narodil se v Nottinghamu. Studoval hudbu a klasickou literaturu v Cambridgi na Pembroke College. Ve studiu hry na cembalo a dirigování pokračoval u Raymonda Lepparda, Mary Potts a Thurstona Darta. Později také u Rafaela Puyany a Gustava Leonhardta. V 60. letech pobýval také v Praze, kde studoval hru na cembalo u Zuzany Růžičkové.
V roce 1967 společně s Davidem Munrowem založili soubor historické hudby Early Music Consort of London, se kterým vydali řadu vynikajících nahrávek staré hudby. V roce 1973 založil Hogwood v Cambridgi soubor Academy of Ancient Music zaměřený na barokní hudbu a hudbu období raného klasicismu. Po smrti Munrowa v roce 1976 pak pokračoval v práci pouze s tímto souborem. V letech 1983–1985 byl uměleckým ředitelem mozartovského festivalu Mostly Mozart Festival konaného v letních měsících v Barbican Centre v Londýně.
Počínaje rokem 1981 dirigoval Hogwood pravidelně ve Spojených státech. V letech 1986–2001 byl uměleckým ředitelem Händelovy a Haydnovy společnosti v Bostonu a obdržel zde doživotní titul Conductor Laureate. V letech 1988–1992 byl hudebním ředitelem komorního orchestru Saint Paul Chamber Orchestra v Minnesotě. V roce 2001 natáčel v Praze s Českou filharmonií komplet skladeb pro housle a orchestr Bohuslava Martinů.
Jako operní dirigent vystoupil poprvé v roce 1983 v St. Louis, kde řídil představení Mozartovy opery Don Giovanni. Později spolupracoval prakticky se všemi světovými operními domy.
1. září 2006 se stal hudebním ředitelem Academy of Ancient Music cembalista Richard Egarr a Hogwood obdržel titul emeritního ředitele s tím, že podle vlastního slibu bude každoročně dirigovat jeden velký projekt Akademie. V letech 2007–2013 pak řídil serii koncertních provedení Händelových oper.
Ačkoliv byl Hogwood nejvíce znám jako interpret barokní a raně klasicistní hudby, věnoval se i hudbě 20. století, především neobarokní a neoklasické škole reprezentované zejména jmény Igor Fjodorovič Stravinskij, Bohuslav Martinů a Paul Hindemith.
Kromě orchestrálních skladeb pořídil během svého života i řadu sólových nahrávek cembalové literatury, zejména díla Couperinova, Bachova, Thomase Arneho a Williama Byrda. Rovněž vytvořil sbírku originálních historických klávesových nástrojů.
V červenci 2010 byl jmenován profesorem hudby na Gresham College v Londýně. V této funkci uspořádal čtyři serie veřejných přednášek na různá témata: Aspects of Authenticity' (2010–2011), The Making of a Masterpiece (2011–2012), European Capitals of Music (2012–2013) a Music in Context (2013–2014). Pouhých sedm měsíců po poslední přednášce zemřel.
Kromě koncertní činnosti se věnoval rovněž editorské práci. Editoval vydávání děl tak rozdílných skladatelů jako byli John Dowland a Felix Mendelssohn-Bartholdy. Řídil novou edici souborného díla Carla Philippa Emanuela Bacha a účastnil se i prací na vydání souborného díla českého skladatele Pavla Vranického. Posledním dokončeným edičním počinem byl čtyřsvazkový komplet klavírních sonát českého skladatele a klavíristy Leopolda Koželuha.

## Ocenění
V době své smrti byl Hogwood čestným či hostujícím profesorem hudby na University of Cambridge, Royal Academy of Music, King's College London, Jesus College Cambridge a Pembroke College Cambridge. Byl nositelem čestných doktorátů řady světových univerzit. Mezi jinými obdržel v roce 1999 i Medaili Bohuslava Martinů od Nadace Bohuslava Martinů v Praze
V roce 1989 byl vyznamenán Řádem britského impéria v hodnosti komandéra.